# Fatima Hamroush
Fatima Hamroush (tiếng Ả Rập: فافمة الحمروش) (sinh ngày 14 tháng 2 năm 1959) là bác sĩ nhãn khoa và chính trị gia Libya.

## Đời tư
Hamroush chuyển đến Ireland vào năm 1996 và nhập tịch. Bà sống ở làng Julianstown, hạt Meath, Ireland. Bà có bốn người con.

## Sự nghiệp y học
Tháng 2 năm 1983, Hamroush tốt nghiệp bằng y khoa (MB BS) trường Đại học Garyounis. Tháng 12 năm 1999, bà là thành viên trường Đại học Phẫu thuật Hoàng gia của Edinburgh. Hamroush trở thành thành viên trường Đại học nhãn khoa Ailen, chuyên về khoa mắt (tăng nhãn áp, võng mạc) và khoa thần kinh. Từ năm 2000, Hamroush giữ vị trí cố vấn nhãn khoa tại bệnh viện Đức Mẹ Lourdes, thị trấn Drogheda, Ireland.
Từ tháng 11 năm 2011 đến tháng 11 năm 2012, Hamroush giữ vị trí Bộ trưởng Bộ Y tế trong Chính phủ chuyển tiếp Libya. Trong nhiệm kỳ của mình, Hamroush rất tích cực đấu tranh với nạn tham nhũng. Mặc dù hoàn cảnh khó khăn, bà rất thành công trong sự phát triển nền tảng dịch vụ y tế quốc gia. Sau khi chuyển chức vụ Bộ trưởng Bộ Y tế cho người kế nhiệm, Noureddine Doghman, bà trở về Ireland vào tháng 11 năm 2012.

## Sự nghiệp chính trị
Vào ngày 22 tháng 11 năm 2011, dưới thời bởi Thủ tướng Libya Abdurrahim El-Keib, Hamroush trở thành nữ Bộ trưởng Bộ Y tế đầu tiên ở Libya. Hamroush cũng là giám đốc trung tâm Viện trợ khẩn cấp Irland-Libya. Cha bà là Abdullah Hamroush, cựu đại tá và thẩm phán tòa án trước cuộc đảo chính năm 1969. Vào đêm đảo chính, ông bị tống giam trong một hành động trả thù vì năm 1967, ông đã buộc tội Gaddafi tra tấn một người lính trong một buổi huấn luyện. Ông ở tù trong vòng 4 năm cho đến khi phiên tòa tuyên bố ông vô tội.
Hamroush đả phá chế độ Gaddafi và từ năm 2008, bà trở thành một thành viên nổi tiếng và tích cực của phe đối lập Libya. Để bí mật, bà đã dùng từ đồng nghĩa "Alleebeya" الليبية làm bút ký khi bà viết và xuất bản các bài báo trên trang web đối lập. Ở đó, bà phơi bày trước công chúng, địa phương và quốc tế một chế độ độc tài đang tồn tại trong đất nước. Từ năm 2009 đến tháng 1 năm 2011, bà biên tập trang web đối lập "Libya Mostaqbal. Bà cũng tài trợ cho các cuộc biểu tình trên toàn thế giới để khích lệ tinh thần đấu tranh của người dân Libya chống lại chế độ Gaddafi.
Danh tính của bà tiết lộ khi cuộc cách mạng ngày 17 tháng 2 năm 2011 bắt đầu, khi đó bà giơ ngọn cờ ba màu của đất nước Libya trước General Post Office ở trung tâm thành phố Dublin.
Vào ngày 26 tháng 2 năm 2011, Bà và con trai, Abdullah Elneihum, đã thành lập tổ chức Viện trợ khẩn cấp Libya (ILEA), một tổ chức nhân đạo cung cấp vật tư, thiết bị y tế cho Libya trong cuộc cách mạng. Tháng 9 năm 2011, theo yêu cầu của văn phòng điều hành Hội đồng Chuyển tiếp Quốc gia, Hamroush hành lập Văn phòng Y tế Libya của Ireland để hỗ trợ điều trị vết thương chiến tranh và các ca bệnh khó mà ở Libya không điều trị được. Văn phòng được thành lập để hỗ trợ tuyển dụng các chuyên gia y tế đến Libya và cải thiện đào tạo đội ngũ y tế với mục đích quốc hữu hóa việc điều trị.
Vào tháng 11 năm 2011, Hamroush được bổ nhiệm làm Bộ trưởng Bộ Y tế Libya trong Chính phủ chuyển tiếp, gồm 24 bộ trưởng, hai trong số đó là phụ nữ. Hamroush giữ chức vụ từ ngày 2 tháng 12 năm 2011 đến đầu tháng 11 năm 2012.
Từ tháng 3 năm 2012 đến tháng 8, Tiến sĩ Hamroush đã tham gia ngăn chặn vụ tham nhũng lớn trong chương trình điều trị vết thương chiến tranh vốn được chỉ đạo bởi một bộ phận độc lập bên ngoài Bộ Y tế.
Trong thời gian ngắn ngủi nhậm chức của mình, Hamroush đã đề xuất nhiều dự án vốn bị đình trệ khi chiến tranh. Khi kết thúc nhiệm kỳ, bà đã trình bày trước Đại hội đồng quốc gia và Chính phủ lâm thời, cũng như trước các công tố viên. Bà nhấn mạnh sự cần thiết phải kiểm soát an ninh và tham nhũng cùng với việc nâng cao các tiêu chuẩn về đạo đức công việc, kỹ năng hành chính cho người Libya để cuộc cải cách thành công.
Vào cuối năm 2013, sau khi trở về Ireland, Hamroush bắt đầu phát triển một chương trình đối thoại và hòa giải bằng cách tổ chức các hội nghị kết nối các quan chức Libya và các cựu quan chức của chế độ trước đó mang tên Đối thoại Libya như là một lời động viên, khuyến khích và hòa giải.
Chương trình Đối thoại đã thành công phần nào trong việc khuyến khích cộng đồng người di cư, cụ thể là các nhóm liên kết, để họ nói lên mối quan tâm của mình nhằm phát triển đất nước. Tuy nhiên, cuộc đấu tranh giành quyền lực giữa Đông và Tây Libya giữa năm 2014 đã khiến Hamroush trong các cuộc phỏng vấn chỉ có thể nói lên ý kiến cá nhân của mình.
Hiện Bà cư trú ở Ireland, làm chuyên gia tư vấn y tế nhãn khoa.